# محمد لحویج بوهلال
محمد لحویج بوهلال (زادهٔ ۳ ژانویهٔ ۱۹۸۵ - درگذشتهٔ ۱۴ ژوئیهٔ ۲۰۱۶) یک فرد تونسی‌تبار مقیم فرانسه بود که در ۱۴ ژوئیهٔ ۲۰۱۶ با کامیون به انبوه مردم که در جشن روز ملی فرانسه در شهر نیس گرد هم آمده بودند، حمله کرد و باعث مرگ حداقل ۸۴ نفر و زخمی شدن تعداد زیادی شد. او در تیراندازی پلیس کشته شد.

## زندگی
محمد لحویج بوهلال متولد شهر مساکن در فاصله ۱۰ کیلومتری شهر ساحلی سوسه در تونس بود و مرتب به این کشور سفر می‌کرد. طبق گزارش‌ها او آخرین بار ۸ ماه پیش به تونس رفته بود. والدین او طلاق گرفته بودند و در فرانسه زندگی می‌کردند.
بوهلال از همسرش جدا شده بود و سه فرزند داشت. همسر سابق او پس از حادثه حمله او به مردم، تحت بازجویی پلیس قرار گرفت.

همسایه‌های او در ساختمان چهار طبقه‌ای که زندگی می‌کرد به پلیس گفتند که او مردی منزوی بود و جواب سلام کسی را نمی‌داد.
همسایه‌ها بارها او را در حالی که دوچرخه‌اش را از پله‌ها به بالا حمل می‌کرد تا به آپارتمانش در طبقهٔ اول برسد، دیده بودند.

## سابقه
پلیس در اوایل سال ۲۰۱۶ محمد لحویج بوهلال را به‌دلیل خشونت در حین رانندگی بازداشت و محکوم کرده بود اما سابقهٔ افراط‌گرایی یا ارتباط با گروه‌های افراط‌گرا را نداشت و نامش در فهرست امنیتی تحت‌نظر پلیس نبود. ژان‌ژک اوروا، وزیر دادگستری فرانسه، گفته که آقای بوهلال در ماه مارس ۲۰۱۶ به‌خاطر حمله با چوب به یک رانندهٔ دیگر و در جریان یک نزاع جاده‌ای محکوم شده بود.

خبرگزاری فرانسه، به نقل از فرانسوا مولن، دادستان این کشور، گفته که او برای دستگاه‌های امنیتی فرانسه «کاملاً ناشناخته» بوده و هرگز به‌خاطر «رادیکال شدن» تحت‌نظر نبوده‌است. خبرگزاری تونس نیز گزارش داده که محمد لحویج بوهلال، برای سازمان‌های امنیتی این کشور هم به‌عنوان یک اسلام‌گرای رادیکال شناخته نشده بود.
در ۲۱ ژوئیهٔ ۲۰۱۶ دادستان فرانسه اعلام کرد بررسی اطلاعات تلفن محمد لحویج بوهلال نشان می‌دهد که او برای حملهٔ نیس ماه‌ها برنامه‌ریزی می‌کرده و از پنج مظنون دیگر پشتیبانی و کمک گرفته‌است. این پنج متهم که بازداشت شده‌اند، چهار مرد و یک زن‌ هستند و بین ۲۲ تا ۴۰ سال سن دارند. دو نفر از آنها، که آلبانیایی هستند، متهم شده‌اند که به عامل حملهٔ نیس هفت‌تیری داده‌اند. یک نفر دیگر هم مظنونی است که گفته می‌شود در شب حمله پیغامی با مضمون تأمین اسلحه از مهاجم دریافت کرده‌است. به گزارش خبرگزاری فرانسه، از خانهٔ این فرد یک کلاشنیکف و میزانی مهمات کشف شده‌است. یکی از همدست‌های عامل حمله از صحنهٔ راندن کامیون به میان جمعیت فیلم گرفته‌است.